# 2018년 동계 올림픽 노르웨이 선수단
2018년 동계 올림픽 노르웨이 선수단은 2018년 2월 9일부터 25일까지 대한민국 평창에서 개최된 2018년 동계 올림픽에 참가한 올림픽 노르웨이 선수단이다.

## 메달 집계

### 종목별 참가 선수 및 메달 수
| 종목           | 참가 선수 | 1  | 2  | 3  | 메달 합계 |
| -------------- | --------- | -- | -- | -- | --------- |
| 노르딕복합     | 5         |    | 1  |    | 1         |
| 바이애슬론     | 11        | 1  | 3  | 2  | 6         |
| 스노보드       | 5         |    |    |    |           |
| 스켈레톤       | 1         |    |    |    |           |
| 스키점프       | 7         | 2  | 1  | 2  | 5         |
| 스피드스케이팅 | 9         | 2  | 1  | 1  | 4         |
| 아이스하키     | 25        |    |    |    |           |
| 알파인스키     | 11        | 1  | 4  | 2  | 7         |
| 컬링           | 7         |    |    | 1  | 1         |
| 크로스컨트리   | 20        | 7  | 4  | 3  | 14        |
| 프리스타일     | 8         | 1  |    |    | 1         |
| 합계           | 109       | 14 | 14 | 11 | 39        |

## 종목별 성적

### 바이애슬론
| 선수 | 세부 종목 | 기록 | 사격 실수 | 순위 |

### 프리스타일
| 선수 | 세부 종목 | 예선     | 예선     | 예선     | 예선     | 결선     | 결선     | 결선     | 결선     | 결선     | 결선     |
| 선수 | 세부 종목 | 1차 시기 | 1차 시기 | 2차 시기 | 2차 시기 | 1차 시기 | 1차 시기 | 2차 시기 | 2차 시기 | 3차 시기 | 3차 시기 |
| 선수 | 세부 종목 | 점수     | 순위     | 점수     | 순위     | 점수     | 순위     | 점수     | 순위     | 점수     | 순위     |
|      |           |          |          |          |          |          |          |          |          |          |          |